# Zincirlitaş, Dernekpazarı
Zincirlitaş là một xã thuộc huyện Dernekpazarı, tỉnh Trabzon, Thổ Nhĩ Kỳ. Dân số thời điểm năm 2011 là 88 người.